# Carlo Pallavicino
Carlo Pallavicino, także Pallavicini (ur. około 1640 w Salò, zm. 29 stycznia 1688 w Dreźnie) – włoski kompozytor i organista.

## Życiorys
W latach 1665–1666 był organistą w bazylice św. Antoniego w Padwie. W 1667 roku został mianowany wicekapelmistrzem, a w 1672 roku kapelmistrzem na dworze w Dreźnie. W 1673 roku wrócił do Padwy, gdzie do 1674 roku ponownie pełnił funkcję organisty w bazylice św. Antoniego. Od 1674 do 1685 roku piastował stanowisko dyrektora muzyki w Ospedale degli Incurabili w Wenecji. W 1687 roku na zaproszenie elektora Jana Jerzego III ponownie wyjechał do Drezna, gdzie objął funkcję dyrektora muzyki kameralnej i teatralnej.

## Twórczość
Tworzył zgodnie ze stylistyką szkoły weneckiej, w swoich operach ograniczając recytatywy na rzecz krótkich arii. W dziełach Pallavicina przeważają krótkie, kilkunastotaktowe arie z towarzyszeniem tylko basso continuo. Śpiewna melodyka, ozdabiana niekiedy długimi i zróżnicowanymi koloraturami, służy podkreśleniu interpretacji tekstu lub sytuacji dramatycznej. Recytatywy, oparte na długo trzymanych dźwiękach, stosował głównie w dialogach. Wprowadził też do swoich oper elementy techniki koncertującej, czasem też instrumentalnego stylu koncertowego, czym wywarł wpływ na twórczość kompozytorów szkoły neapolitańskiej.

## Ważniejsze kompozycje
(na podstawie materiałów źródłowych)

### Opery
- Demetrio (wyst. Wenecja 1666)
- Aureliano (wyst. Wenecja 1666; zaginiona)
- Il tiranno humiliato d’amore ovvero Il Meraspe (wyst. Wenecja 1667; zaginiona)
- Diocleziano (wyst. Wenecja 1674)
- Enea in Italia (wyst. Wenecja 1675)
- Galieno (wyst. Wenecja 1675)
- Vespasiano (wyst. Wenecja 1678)
- Nerone (wyst. Wenecja 1679; zachowały się tylko arie)
- Le amazoni nell’isole fortunate (wyst. Wenecja 1679)
- Messalina (wyst. Wenecja 1679)
- Bassiano ovvero Il maggiore impossibile (wyst. Wenecja 1682)
- Licino imperatore (wyst. Wenecja 1683; zaginiona)
- Carlo re d’Italia (wyst. Wenecja 1683; zachowały się tylko arie)
- Il re infante (wyst. Wenecja 1683; zachowały się tylko arie)
- Ricimero re de’ Vandali (wyst. Wenecja 1684; zaginiona)
- Penelope la casta (wyst. Wenecja 1685; zaginiona)
- Massimo Puppieno (wyst. Wenecja 1685)
- Amore innamorato (wyst. Wenecja 1686; zachowały się tylko arie)
- Didone delirante (wyst. Wenecja 1686; zaginiona)
- L’amazone corsana ovvero L’Alvilda regina de’ Gotti (wyst. Wenecja 1686)
- Elmiro re di Corinto (wyst. Wenecja 1686; zachowały się tylko arie)
- La Gerusalemme liberata (wyst. Wenecja 1687)
- Antiope (wyst. Drezno 1689; zaginiona)

### Oratoria
- S. Francesco Xaviero (wyst. Wenecja 1677; zaginione)
- Il trionfo dell’innocenza (wyst. Wenecja 1686; zaginione)
- Il trionfo dell castità (wyst. Modena 1686)